# Chamaecrista cotinifolia
Chamaecrista cotinifolia é uma leguminosa, que foi descrita pela primeira vez por George Don Jr, e recebeu o nome exato por Howard Samuel Irwin e Rupert Charles Barneby. Chamaecrista cotinifolia pertence ao gênero Chamaecrista, e à família das leguminosas. A IUCN classifica a espécie como de menor preocupação. Se localiza no Brasil.